# کوین گیج (بازیگر)
کوین گیج (به انگلیسی: Kevin Gage) (زاده ۲۶ مهٔ ۱۹۵۹) بازیگر آمریکایی است.
از فیلم‌های معروف او می‌توان به بازی در کوکائین، ولگردها، حومه‌نشین‌ها، خط و مخمصه اشاره کرد.